# Szepetówka
Szepetówka (ukr. Шепетівка, Szepetiwka) – miasto na Ukrainie, siedziba rejonu w obwodzie chmielnickim; przemysł maszynowy, drzewny, cukrowniczy, materiałów budowlanych, węzeł kolejowy; muzeum.
Miasto leży nad rzeką Huska – dopływem Horynia.
Prywatne miasto szlacheckie, położone w województwie wołyńskim, w 1739 roku należało do klucza Szepetówka Lubomirskich.
W mieście rozwinął się przemysł maszynowy, drzewny, cukrowniczy oraz materiałów budowlanych.

## Historia

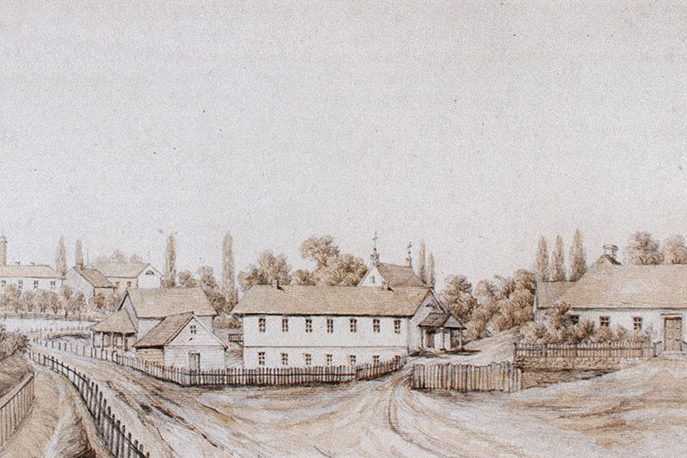
Szepetówka na rysunku Napoleona Ordy

Pod rozbiorami siedziba gminy Szepetówka w powiecie zasławskim guberni wołyńskiej.
- 1594 pierwsza wzmianka o Szepetówce,
- 1619 Szepetówce nadano prawa miejskie,
- 1793 Szepetówka zajęta przez Rosję w II rozbiorze Polski,
- 1795 Szepetówka wchodzi w skład powiatu zasławskiego guberni wołyńskiej,
- 1873 wybudowano stację kolei żelaznej,
- 1932 Szepetówka zostaje siedzibą powiatu, obwodu winnickiego;
- 1937 powiat szepetowski wchodzi w skład obwodu kamieniecko-podolskiego (od 1954 obwodu chmielnickiego).

We wrześniu 1939 roku sowieci założyli tu jeden z obozów zbiorczych dla polskich jeńców wojennych wziętych do niewoli po klęsce Wojska Polskiego; stąd między innymi NKWD wysyłało jeńców do właściwych obozów w Kozielsku, Ostaszkowie i Starobielsku.
Podczas okupacji hitlerowskiej, w grudniu 1941 roku Niemcy utworzyli getto dla żydowskich mieszkańców. Przebywało w nim około 6000 osób. 10 września 1942 roku Niemcy zlikwidowali getto, a Żydów zamordowali.
W 1959 liczyło 31 898 mieszkańców, w 1989 – 50 876 mieszkańców, a w 2013 już tylko 43 375 mieszkańców.

## Polacy w Szepetówce
Czystki i wywózki z lat trzydziestych XX w. zmniejszyły udział Polaków w ogólnej liczbie mieszkańców. Zgodnie ze spisem z 2001 r. w Szepetówce jest oficjalnie nieco ponad 2 tys. Polaków, czyli 5% ogółu ludności. Według badań przeprowadzonych przez Związek Polaków na Ukrainie, Polaków w mieście i rejonie żyje prawie 10 tys., czyli blisko 25%. Świadczy o tym choćby liczba członków Związku Polaków na Ukrainie sięgająca 1 tys. osób. W 2008 r. w jednej z ukraińskich szkół powstały polskie klasy, a później w sześciu innych. Łącznie różnymi formami nauczania w języku polskim objętych jest około 800 dzieci. W 2011 planowano budowę polskiej szkoły przez Stowarzyszenie „Wspólnota Polska” (będzie to szósta szkoła polska na Ukrainie).

### Urodzeni w Szepetówce
- Zbigniew Kowalski – oficer Polskiej Marynarki Wojennej, uczestnik obrony Wybrzeża, jeniec oflagów i kawaler Orderu Virtuti Militari
- Józef Alfred Potocki – dyplomata II RP
- Małgorzata Szewczyk – błogosławiona Kościoła katolickiego, współzałożycielka zakonu serafitek
- Teodor Toeplitz –  działacz spółdzielczy, radny miasta stołecznego Warszawy

## Galeria

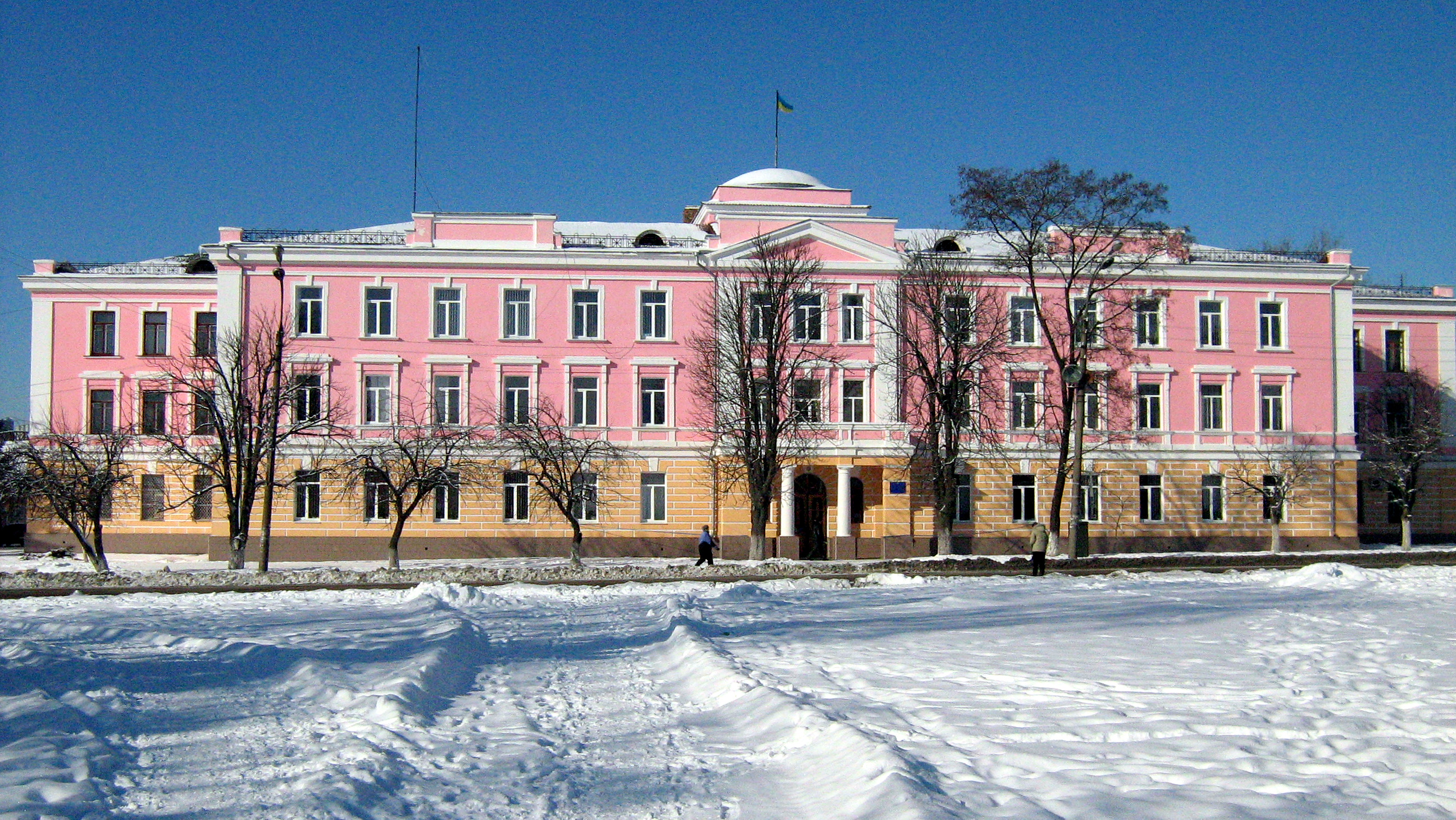
Gmach administracji rejonowej
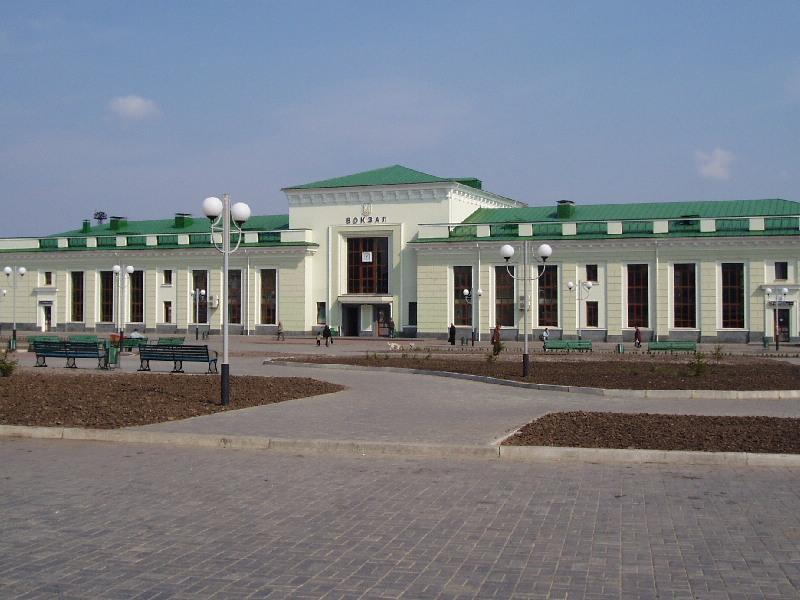
Dworzec kolejowy
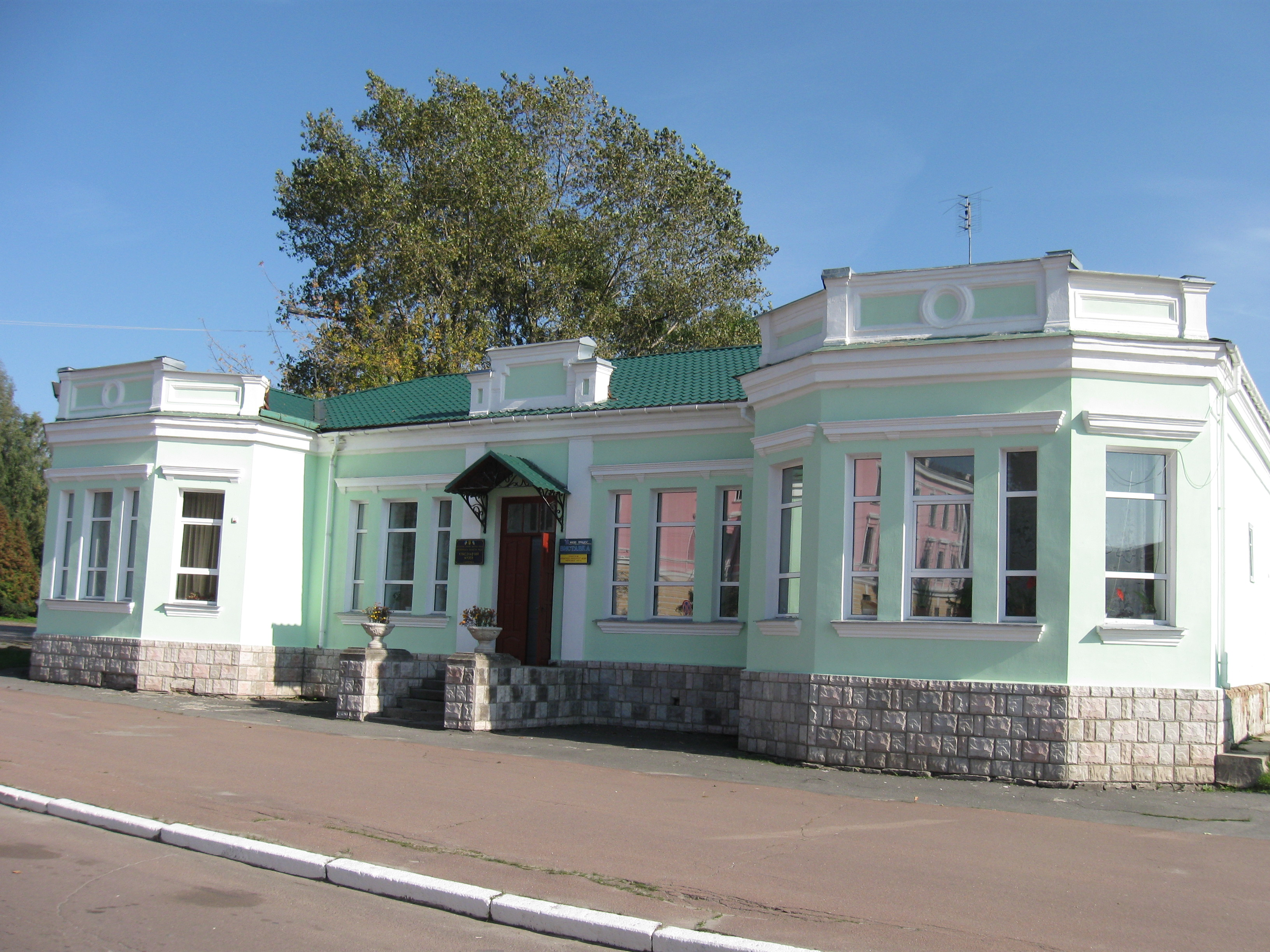
Muzeum
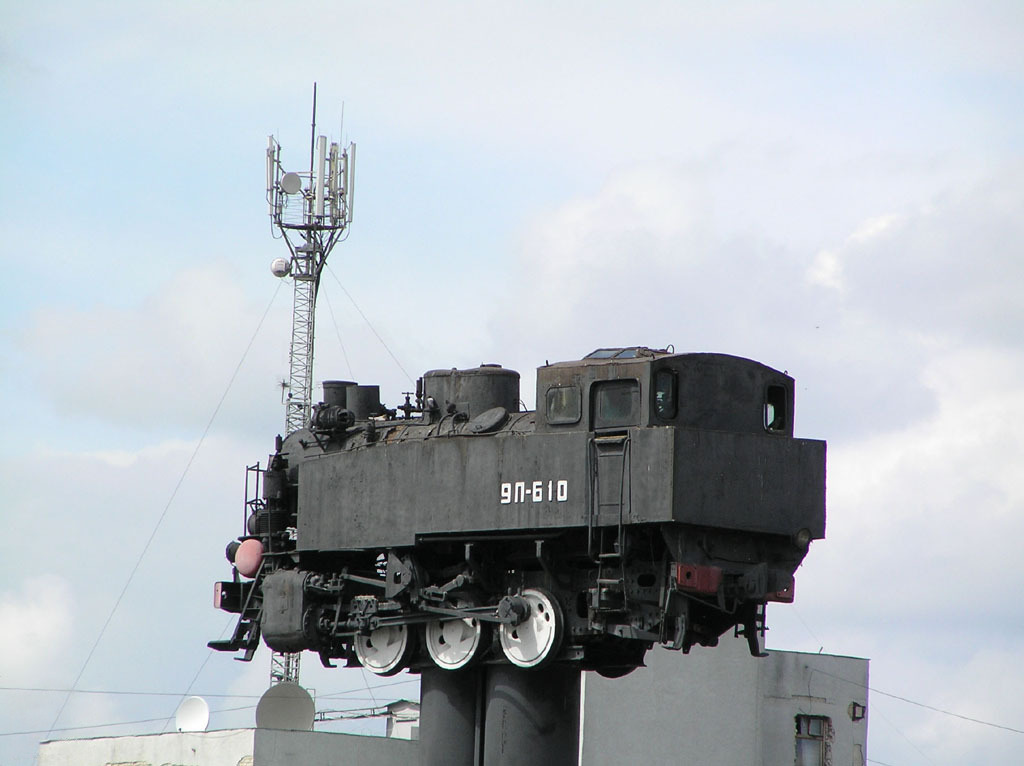
Parowóz-pomnik 9P-610